# Pennisetum pumilum
Pennisetum pumilum là một loài thực vật có hoa trong họ Hòa thảo. Loài này được Hack. ex Engl. mô tả khoa học đầu tiên năm 1892.